# لوكاس فان اينو
لوكاس فان اينو (6 فبراير 1991 ببروج في بلجيكا - ) هو لاعب كرة قدم بلجيكي في مركز الوسط. شارك مع منتخب بلجيكا تحت 17 سنة لكرة القدم ومنتخب بلجيكا تحت 19 سنة لكرة القدم ومنتخب بلجيكا تحت 21 سنة لكرة القدم. أما مع النوادي، فقد لعب مع آود هيفرلي لوفين وسيركل بروج ونادي كورتريك.

## روابط خارجية
- لوكاس فان اينو على موقع الاتحاد البلجيكي (الإنجليزية)
- لوكاس فان اينو على موقع قاعدة بيانات كرة القدم.إي يو (الإنجليزية)
- لوكاس فان اينو على موقع Soccerway.com (الإنجليزية)